# Cyber Sunday (2008)

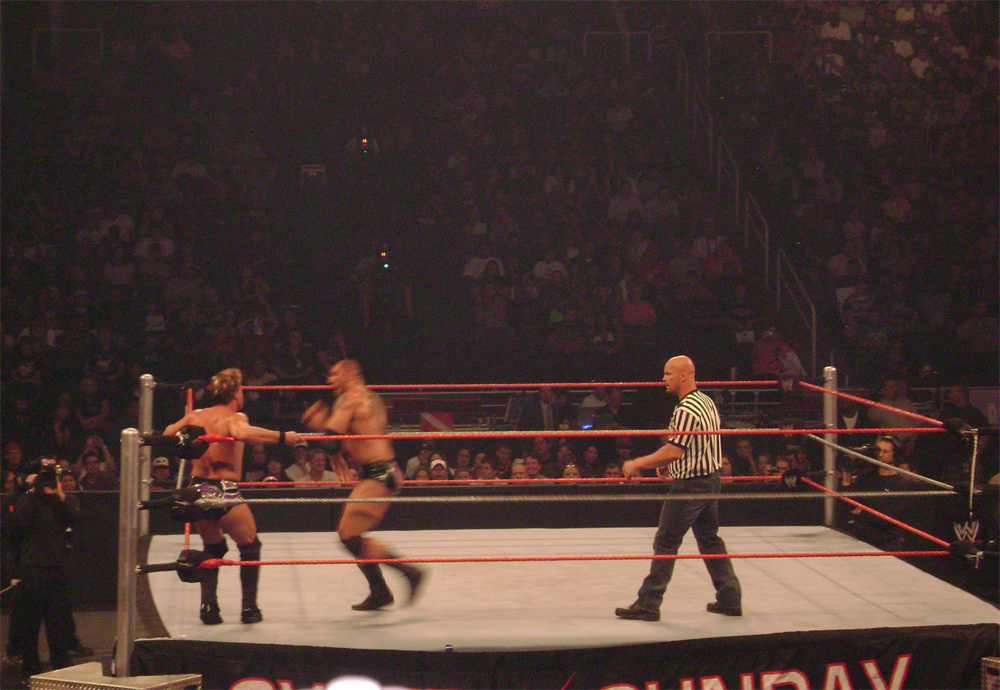
Chris Jericho vs. Batista na Cyber Sunday 2008.

Cyber Sunday 2008 – impreza zawodów z cyklu "Cyber Sunday", stanowiła serię walk pomiędzy zawodnikami federacji WWE. "Cyber Sunday 2008" odbył się 26 października 2008 roku w hali US Airways Center Phoenix w Arizonie. Oficjalnym hymnem był utwór "Propane Nightmares" grupy Pendulum. Podczas gali, pierwszy raz w historii cyklu "Cyber Sunday", walki wybierali sami kibice.

## Karta na Cyber Sunday 2008
| Mecz                                                        | Pas                               | Rodzaj meczu          | Gala         | Czas  | Zwycięzca                      |
| ----------------------------------------------------------- | --------------------------------- | --------------------- | ------------ | ----- | ------------------------------ |
| Chris Jericho (c) vs. Batista                               | World Heavyweight Championship    | Single match          | Cyber Sunday | 14:24 | Batista                        |
| Santino Marella (c) vs. The Honky Tonk Man                  | WWE Intercontinental Championship | Single match          | Cyber Sunday | 02:01 | The Honky Tonk Man(DQ Santino) |
| Triple H vs. Jeff Hardy                                     | WWE Championship                  | Single match          | Cyber Sunday | 17:35 | Triple H                       |
| The Undertaker vs. Big Show                                 | Brak                              | Last Man Standing     | Cyber Sunday | 18:45 | The Undertaker                 |
| Rey Mysterio vs. Kane                                       | Brak                              | No Holds Barred match | Cyber Sunday | 8:16  | Rey Mysterio                   |
| Matt Hardy (c) vs. Evan Bourne                              | ECW Championship                  | Singles match         | Cyber Sunday | 10:23 | Matt Hardy                     |
| John Morrison & The Miz vs. Cryme Tyme (JTG & Shad Gaspard) | Brak                              | Tag Team match        | Cyber Sunday | 13:01 | John Morrison & The Miz        |
| Shelton Benjamin vs. R-Truth                                | WWE United States Championship    | Single match          | Cyber Sunday | 05:20 | Shelton Benjamin               |

### Typy kibiców
| Info                                              | Wyniki | Wyniki |
| ------------------------------------------------- | --- | --- |
| Przeciwnik Sheltona Benjamina                     | - R-Truth (59%) - Festus (26%) - Montel Vontavious Porter (15%) | - R-Truth (59%) - Festus (26%) - Montel Vontavious Porter (15%) |
| Rodzaj meczu: Kane vs. Rey Mysterio               | - No Holds Barred match (39%) - Falls Count Anywhere match (35%) - Two out of three falls match (26%) | - No Holds Barred match (39%) - Falls Count Anywhere match (35%) - Two out of three falls match (26%) |
| Przeciwnik Matta Hardy'ego                        | - Evan Bourne (69%) - Finlay (25%) - Mark Henry (6%) | - Evan Bourne (69%) - Finlay (25%) - Mark Henry (6%) |
| Mecz Tag-Team                                     | - John Morrison & The Miz vs. Cryme Tyme (JTG & Shad) (38%) - Cody Rhodes & Ted DiBiase (c) vs. CM Punk & Kofi Kingston (O pas WWE World Tag Team Championship) (35%) - William Regal & Layla vs. Jamie Noble & Mickie James (27%) | - John Morrison & The Miz vs. Cryme Tyme (JTG & Shad) (38%) - Cody Rhodes & Ted DiBiase (c) vs. CM Punk & Kofi Kingston (O pas WWE World Tag Team Championship) (35%) - William Regal & Layla vs. Jamie Noble & Mickie James (27%) |
| Przeciwnik Santino Marelli                        | - The Honky Tonk Man (35%) - Roddy Piper (34%) - Goldust (31%) | - The Honky Tonk Man (35%) - Roddy Piper (34%) - Goldust (31%) |
| Rodzaj meczu: Big Show vs. The Undertaker         | - Last Man Standing match (49%) - I "Quit" match (42%) - Knockout match (9%) | - Last Man Standing match (49%) - I "Quit" match (42%) - Knockout match (9%) |
| Zwyciężczyni "Divas Halloween costume contest"    | - Beth Phoenix - Brie Bella - Candice Michelle - Eve Torres - Jillian Hall - Kelly Kelly - Katie Lea - Layla | - Lena Yada - Maria - Maryse - Michelle McCool - Mickie James (jako Lara Croft) - Natalya - Tiffany - Victoria |
| Przeciwnik Triple H                               | - Jeff Hardy (57%) - Jeff Hardy i Vladimir Kozlov (Triple threat match) (38%) - Vladimir Kozlov (5%) | - Jeff Hardy (57%) - Jeff Hardy i Vladimir Kozlov (Triple threat match) (38%) - Vladimir Kozlov (5%) |
| Specjalny sędzia meczu: Chris Jericho vs. Batista | - Stone Cold Steve Austin (74%) - Shawn Michaels (22%) - Randy Orton (4%) | - Stone Cold Steve Austin (74%) - Shawn Michaels (22%) - Randy Orton (4%) |